# Mullur, Nanjangud
Mullur là một làng thuộc tehsil Nanjangud, huyện Mysore, bang Karnataka, Ấn Độ.